# Thomas Ravelli

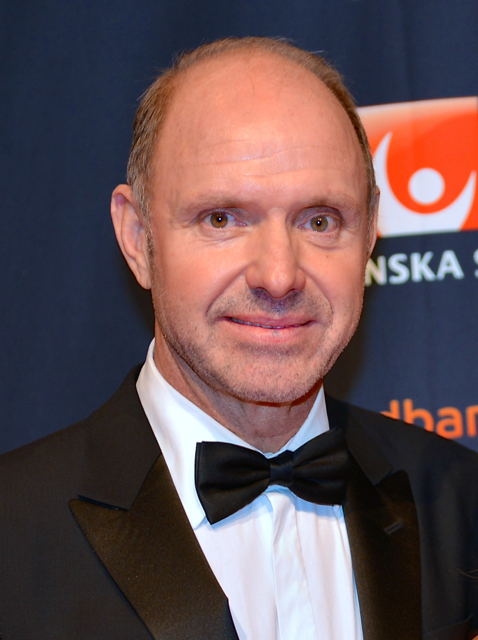
Thomas Ravelli

Thomas Ravelli (* 13. August 1959 in Västervik) ist ein ehemaliger schwedischer Fußballspieler. Er war Torhüter der schwedischen Fußballnationalmannschaft.

## Familie und Herkunft
Ravellis Eltern stammen aus Österreich, Vater Peter war ein Arzt aus Sillian in Osttirol, seine Mutter Grete stammt ursprünglich aus Millstatt in Kärnten. Anfang der 1950er Jahre wanderten die Ravellis nach Schweden aus. Ravellis Zwillingsbruder Andreas spielte mit ihm gemeinsam beim Östers IF und in der Nationalmannschaft. Ravelli ist verheiratet und hat drei Kinder.

## Karriere
Er spielte zwischen 1981 und 1997 in insgesamt 143 Länderspielen für die schwedische Nationalmannschaft und war damit bis zum 10. September 2013 Rekord-Nationalspieler Schwedens. Dann wurde er von Anders Svensson überboten, blieb aber Rekord-Torhüter Schwedens. Am 8. Juni 1995 überbot er im Spiel gegen England mit seinem 126. Spiel den europäischen Rekord von Peter Shilton. Diesen baute er auf 143 Spiele aus und hielt ihn bis zum 23. Februar 2000, dann wurde er von Lothar Matthäus überboten. Mit seinem 127. Spiel am 8. oder 10. Juni 1995 (abhängig davon ob die Spiele von Hussain Said bei den Olympischen Spielen 1980, 1984 und 1988 sowie die Qualifikationsspiele dazu mitgezählt werden) wurde er auch als bisher letzter Europäer Weltrekordhalter. Dies blieb er bis zum 21. Mai 1996, dann wurde er von Adnan Khamees Al Talyani (VAE) abgelöst. Er war der erste Weltrekordhalter der jüngeren Geschichte, der noch während seiner aktiven Zeit abgelöst wurde.
Er nahm unter anderem an der WM 1990, EM 1992 und WM 1994 teil. Sein Zwillingsbruder Andreas war ebenfalls Fußballspieler, aber bei weitem nicht so erfolgreich wie sein Bruder. Ravelli wurde Schwedischer Meister 1980 und 1981 mit Östers IF und 1990, 1991, 1994, 1995 und 1996 mit IFK Göteborg. Bei der Weltmeisterschaft 1994 wurde er zum Helden, als er im Viertelfinalspiel gegen Rumänien zwei Elfmeter parieren konnte. Wegen dieser Aktion ist er nach wie vor sehr populär im Lande.
Ravelli beendete seine aktive Laufbahn zum 21. Dezember 2005 beim Gårda BK und hat danach weiter für seinen alten Verein IFK Göteborg gearbeitet. Er ist außerdem ein sehr beliebter Gast in Fernsehshows und des Öfteren bei Benefiz-Spielen anzutreffen.

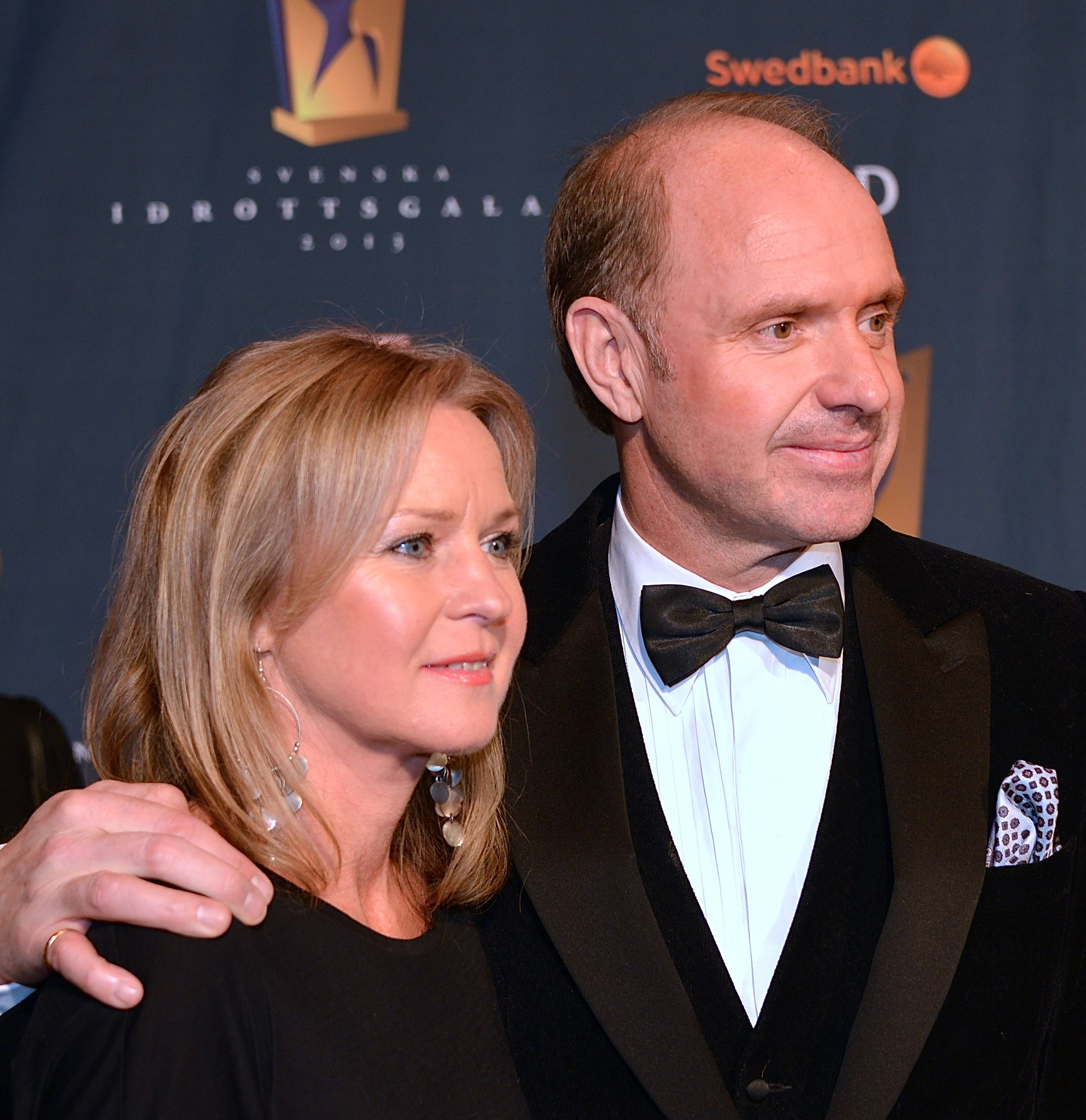
Ravelli mit Ehefrau Cathrine bei der Svenska Idrottsgalan im Ericsson Globe in Stockholm (14. Januar 2013)
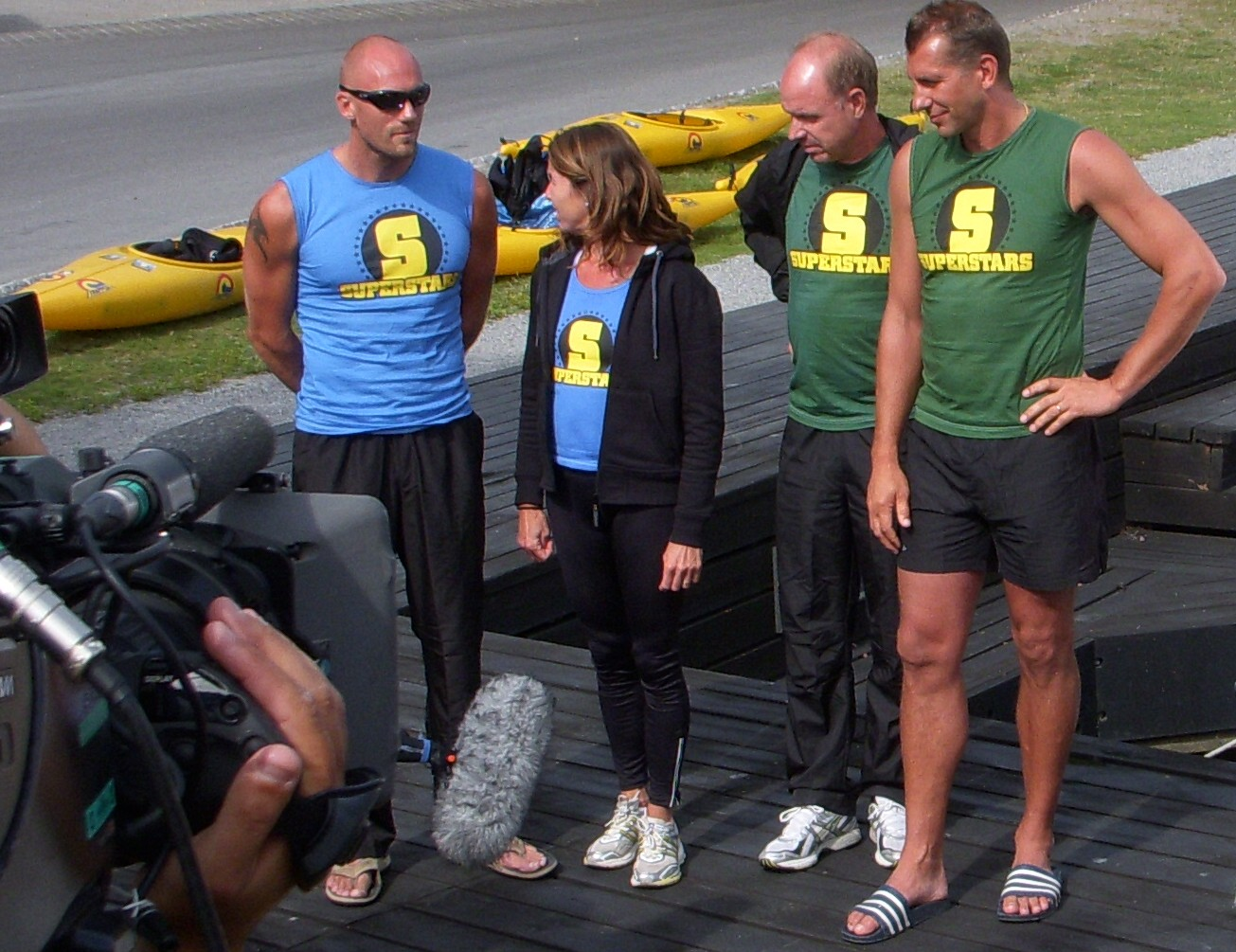
Ravelli (Zweiter von rechts) beim Dreh einer Folge von TV3s Superstars (2009)
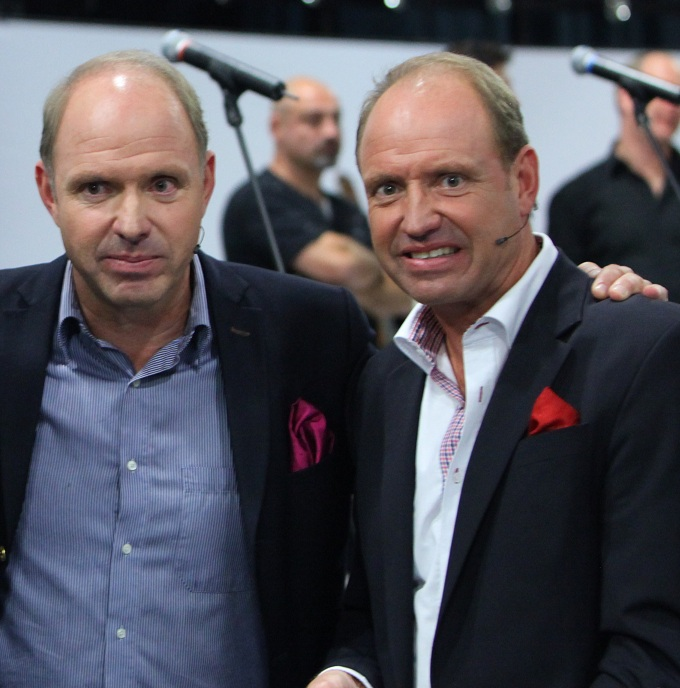
Thomas Ravelli mit seinem Zwillingsbruder Andreas
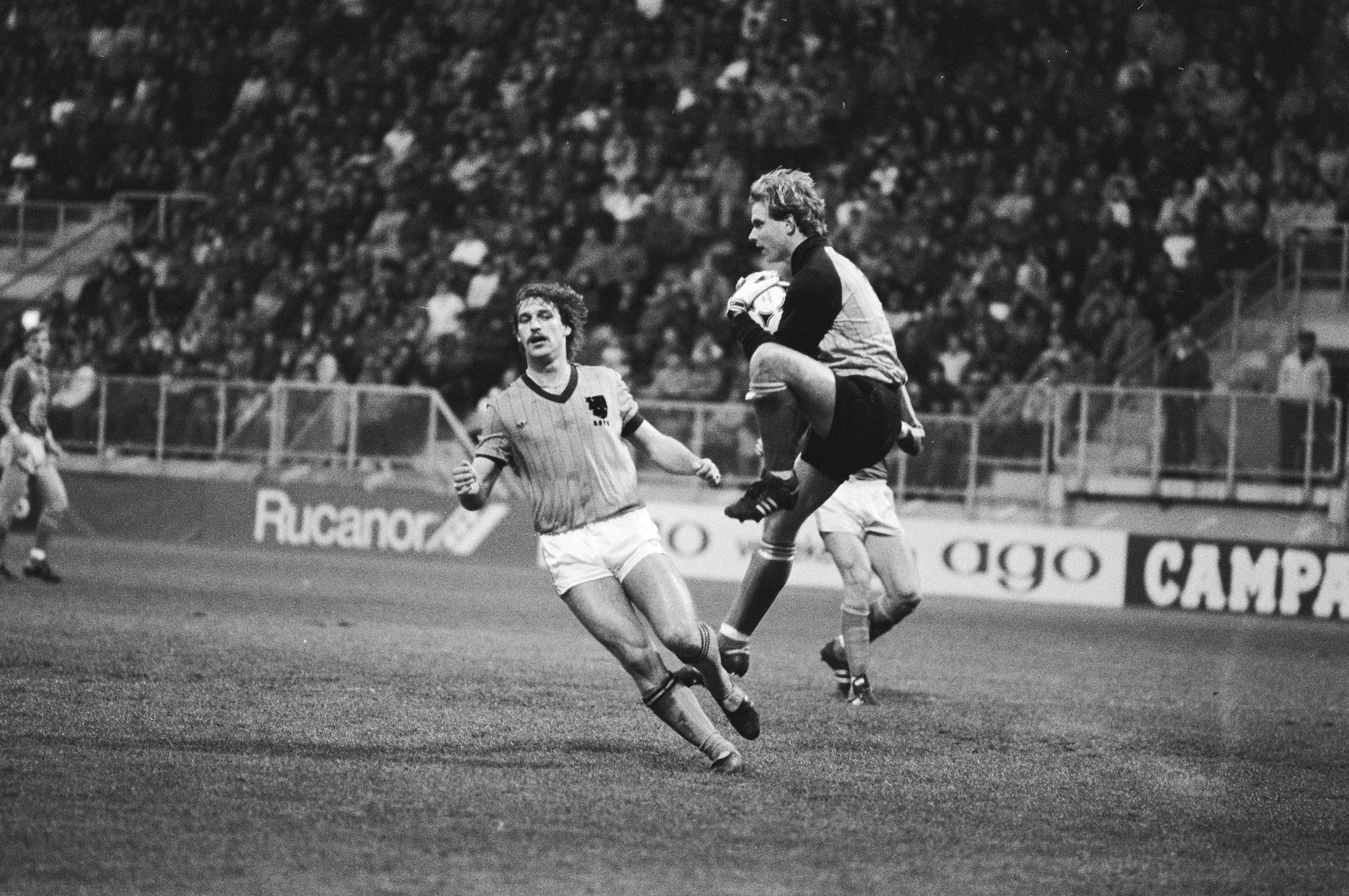
Ravelli 1983 im Einsatz gegen die Niederlande

## Erfolge
- Schwedischer Meister 1980 und 1981 mit Östers IF, 1990, 1991, 1993–1996 mit IFK Göteborg
- Schwedischer Pokalsieger 1991 mit IFK Göteborg
- Schwedischer Spieler des Jahres 1981
- Halbfinale der Europameisterschaft 1992
- Dritter Platz bei der Weltmeisterschaft 1994